# Liste der Kulturdenkmäler in Mertesheim
In der Liste der Kulturdenkmäler in Mertesheim sind alle Kulturdenkmäler der rheinland-pfälzischen Ortsgemeinde Mertesheim aufgeführt. Grundlage ist die Denkmalliste des Landes Rheinland-Pfalz (Stand: 19. Dezember 2024).

## Einzeldenkmäler
| Bezeichnung                     | Lage                         | Baujahr         | Beschreibung | Bild                           |
| ------------------------------- | ---------------------------- | --------------- | --- | ------------------------------ |
| Spolien                         | Hauptstraße, an Nr. 4 Lage   | 18. Jahrhundert | zwei Schlusssteine, 18. Jahrhundert, einer bezeichnet 172[x] | BW                             |
| Kellerpforte                    | Hauptstraße, an Nr. 81 Lage  | 1609            | Kellerpforte, bezeichnet 1609 | Fotos hochladen                |
| Ofenstein                       | Hauptstraße, an Nr. 82 Lage  | 1726            | Ofenstein, bezeichnet 1726 | Fotos hochladen                |
| Katholische Kirche St. Valentin | Hauptstraße 83 Lage          | 1504            | spätgotischer Saalbau, bezeichnet 1504, barocke Erweiterung 1683; Ausstattung; außen: Kruzifix 1910, barockes Grabkreuz; ummauerter Friedhof mit Friedhofskreuz | weitere Bilder Fotos hochladen |
| Lourdes-Grotte                  | Hauptstraße, bei Nr. 87 Lage | 1928            | Tuffsteingrotte mit industriegefertigter Madonna, 1928 | Fotos hochladen                |